# Óxido de magnésio
Óxido de magnésio (fórmula MgO) é um pó branco, leve, pouco solúvel em água, inodoro e com leve sabor alcalino, que ocorre naturalmente como magnésia.